# Andreas Scherwitzl
Andreas Scherwitzl (* 10. September 1966 in Klagenfurt am Wörthersee) ist ein österreichischer Politiker (SPÖ) und Bediensteter der Kärntner Landesregierung. Er ist seit 2013 Abgeordneter des Kärntner Landtags und zudem Bürgermeister der Marktgemeinde Magdalensberg.

## Leben
Scherwitzl besuchte nach der Volksschule eine Allgemeinbildende Höhere Schule und legte dort 1985 die Matura ab. Nach dem Abschluss seiner Schulausbildung leistete er den Zivildienst ab und begann danach im Jahr 1986 ein Studium der Rechtswissenschaften an der Universität Graz, das er 1991 ohne Abschluss beendete. Scherwitzl trat in demselben Jahr in den Dienst der SPÖ Kärnten, 1994 wechselte er als Bediensteter in das Amt der Kärntner Landesregierung. Er kehrte 1995 wieder zur SPÖ Kärnten zurück und war dort bis 2004 wieder als Angestellter tätig. Seit 2004 ist Scherwitzl erneut als Bediensteter beim Amt der Kärntner Landesregierung aktiv.
Nach dem Rückzug von Gerhard Wedenig als Bürgermeister von Magdalensberg trat Scherwitzl bei der Bürgermeisterdirektwahl 2009 für die SPÖ Magdalensberg an. Er konnte sich bei der Wahl gegen seine beiden Konkurrenten von der ÖVP bzw. vom BZÖ mit 66,22 % im ersten Wahlgang durchsetzen. Neben seinem Amt als Bürgermeister wirkt Scherwitzl auch als Ortsparteiobmann der SPÖ-Magdalensberg. Er trat in der Folge auch bei der Landtagswahl 2013 für die SPÖ an und kandidierte auf dem neunten Platz der Landesliste und auf dem zehnten Platz im Landtagswahlkreis Klagenfurt. Scherwitzl erreichte ein Mandat und wurde am 28. März 2013 als Abgeordneter zum Kärntner Landtag angelobt. Zudem übernahm er die Funktion des stellvertretenden SPÖ-Klubobmanns und wurde zum Obmann des Ausschusses für Recht, Verfassung, Europa, Volksgruppen, Bildung, Personal und Immunität gewählt. Zudem ist er Mitglied des Ausschusses für Jagd, Tierschutz, Natur-, National- und Biosphärenparks.

## Privates
Scherwitzl ist verheiratet und Vater eines Sohnes.